# Joseph Franz Anton von Auersperg
Joseph Franz Anton von Auersperg (né le 31 janvier 1734 à Vienne et mort le 21 août 1795 à Passau) est un cardinal et prince-évêque autrichien du XVIIIe siècle.

## Biographie
Il est nommé évêque de Lavant en 1763. Sans succès, il essaie d'être élu comme archevêque de Salzbourg en 1771. Auersperg est nommé évêque de Gurk dans l'archidiocèse de Salzbourg en 1773. Il administre son diocèse selon les principes du joséphisme religieux. En 1785, il est élu évêque de Passau et il règne ici également selon les principes du joséphisme. Le pape Pie VI le crée cardinal lors du consistoire du 30 mars 1789. Le prince-évêque de Passau von Auersperg construit beaucoup de bâtiments, notamment des écoles, des hôpitaux, des routes goudronnées, des ponts et sa résidence d'été, le palais de Freudenhain.